# Lago Riñihue
Lago Riñihue ist ein großer See im Süden Chiles.
Er liegt im Norden der Region Los Ríos. Die Gemeinde Riñihue, Teil der Kommune Los Lagos, liegt am westlichen Ufer des Sees in der Nähe der Panamericana. Am Ostufer liegt der Ort Enco und der Vulkan Choshuenco mit 2415 m Höhe.
Der Lago Riñihue besitzt eine Fläche von rund 77 km² und eine maximale Tiefe von 323 m. Der See ist ein alter Gletschersee aus der Eiszeit. Der See ist ein tiefblauer glasklarer See. Es gibt viele Buchten und Strände. Im Sommer liegen die Wassertemperaturen um 20 °C. Der See ist sehr fischreich, man fängt dort z. B. Forellen und Lachse.

## Geschichte
Am 16. Dezember 1575 wurde Valdivia von einem sehr schweren Erdbeben zerstört, dessen Stärke in der Nähe des stärksten bekannten Bebens vom 22. Mai 1960 geschätzt wird. Das Beben führte zu starken Erdrutschen und verschüttete den Abfluss des Lago Riñihue. Dieser staute sich auf und der gebildete Damm brach vier Monate später und überflutete die Stadt. Der Verwalter der Stadt und Chronist Chiles Pedro Mariño de Lobera kümmerte sich um den Wiederaufbau und die Hilfe für die Opfer.
Nach dem riesigen Erdbeben vom 22. Mai 1960 stürzten vom See über den Río San Pedro riesige Wasser- und Schlammmassen in Richtung Valdivia und richteten auf dem Weg verheerende Schäden an.

## Wirtschaft
Der Tourismus, Fischfang und die Forstwirtschaft spielt eine wichtige Rolle in Gegend. Der See ist ideal für den Segelsport und für Angler geeignet.